# Kostelec nad Černými lesy
Pour les articles homonymes, voir Kostelec.
Kostelec nad Černými lesy (jusqu'en 1920 : Černý Kostelec ; en allemand : Schwarzkosteletz) est une ville du district de Prague-Est, dans la région de Bohême-Centrale, en République tchèque. Sa population s'élevait à 4 194 habitants en 2024.

## Géographie
Kostelec nad Černými lesy se trouve à 9 km à l'ouest de Kouřim, à 15 km à l'est de Říčany et à 32 km à l'est-sud-est du centre de Prague.
La commune est limitée par Přehvozdí, Tuchoraz et Přistoupim au nord, par Krupá, Vitice et Oleška à l'est, par Prusice au sud, et par Jevany et Konojedy à l'ouest.

## Histoire
La première mention écrite de la localité date de 1348.

## Patrimoine
Église des Saints Anges gardiens

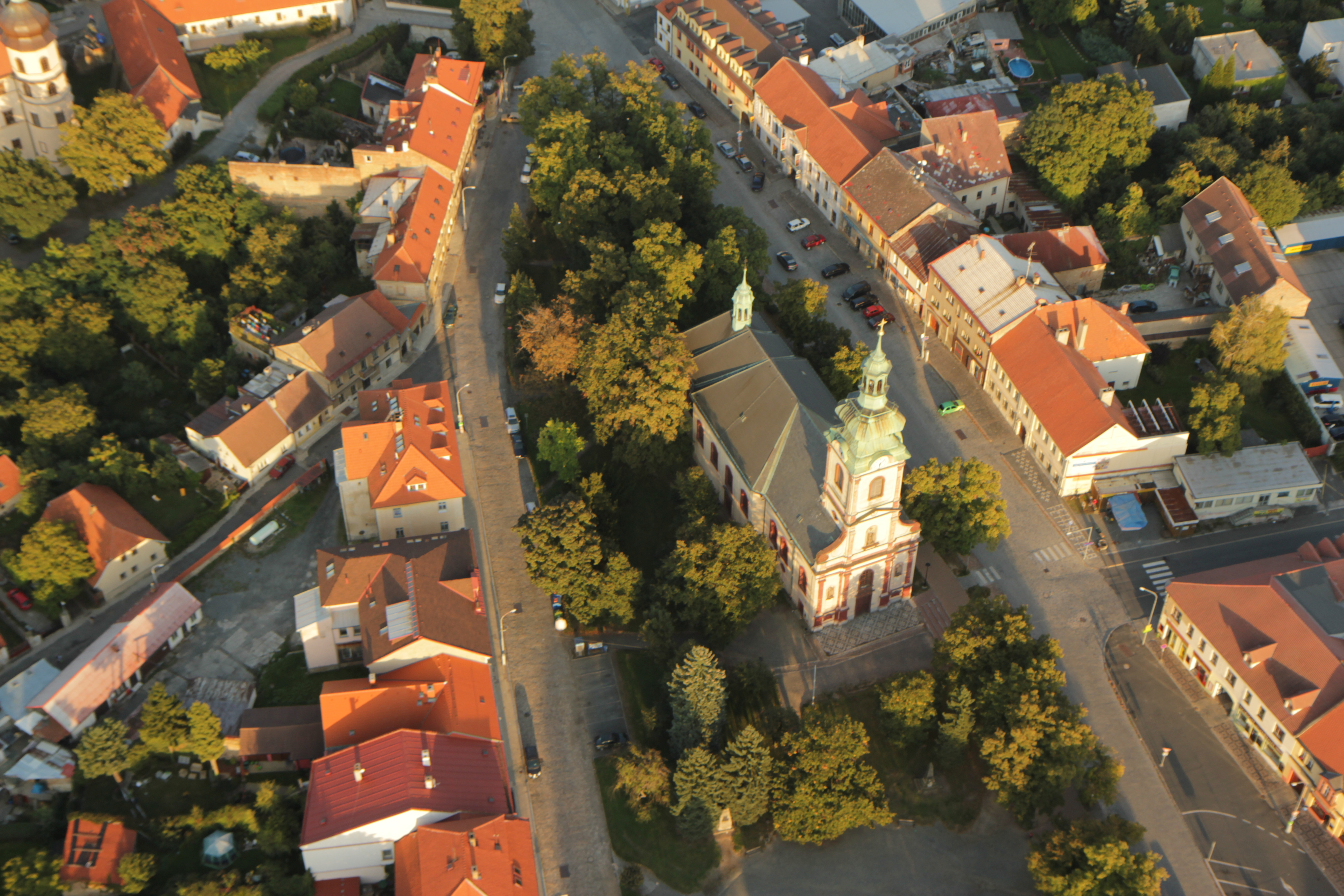
Vue aérienne.
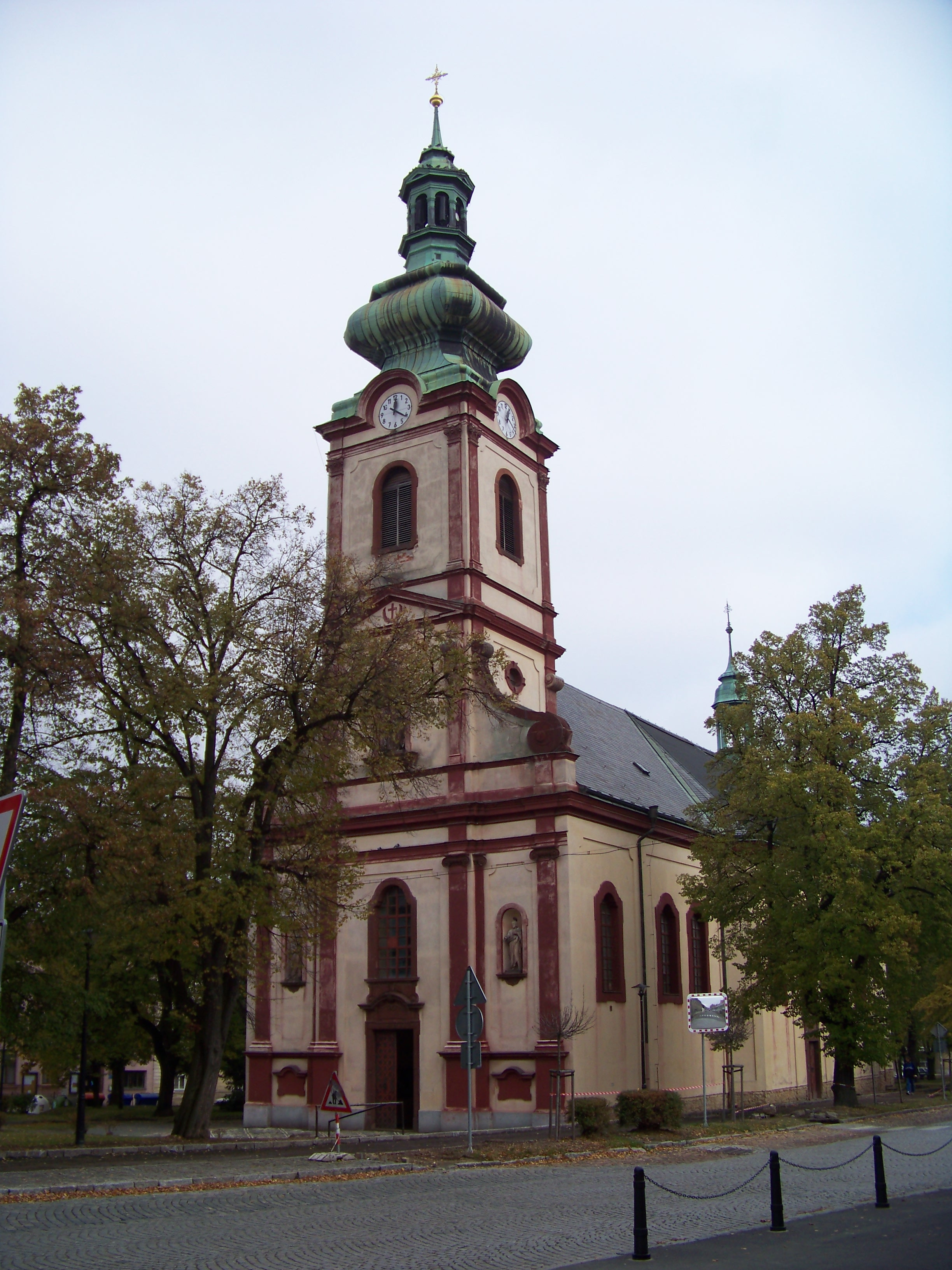
Façade et clocher.

Château de Kostelec

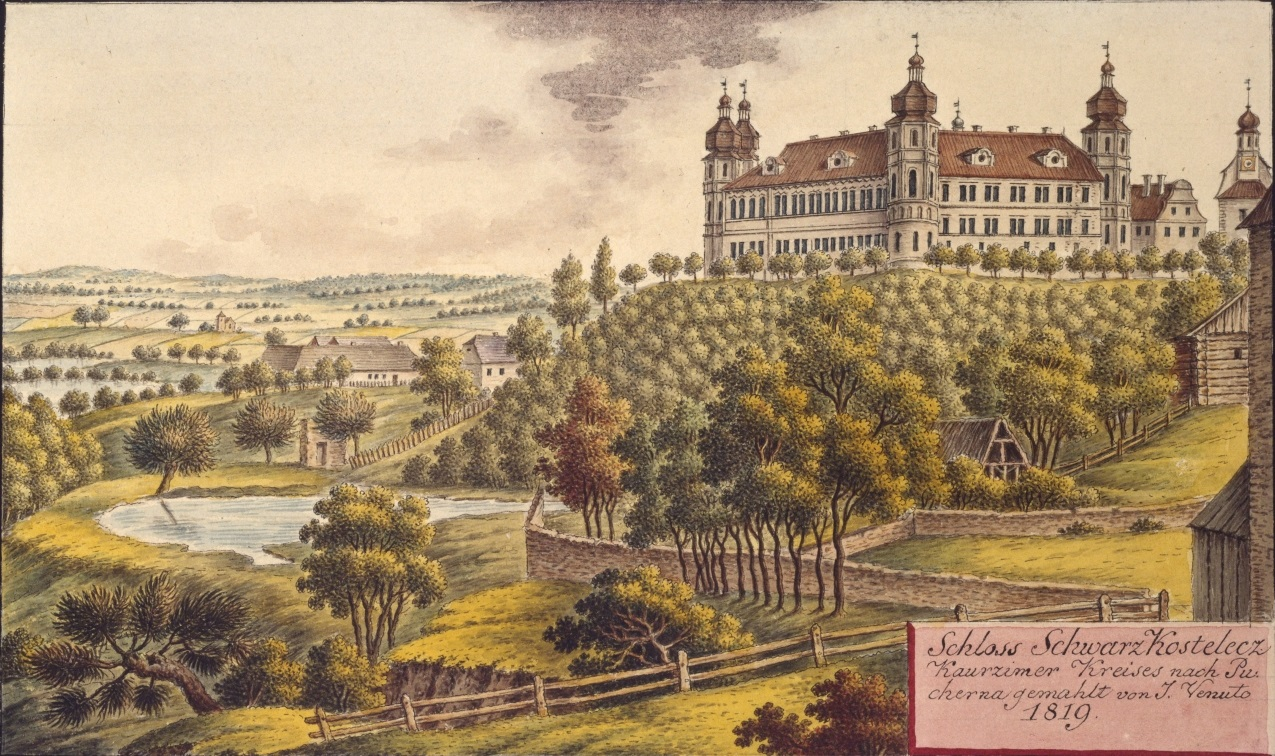
Château, par J. Venuto (1819).
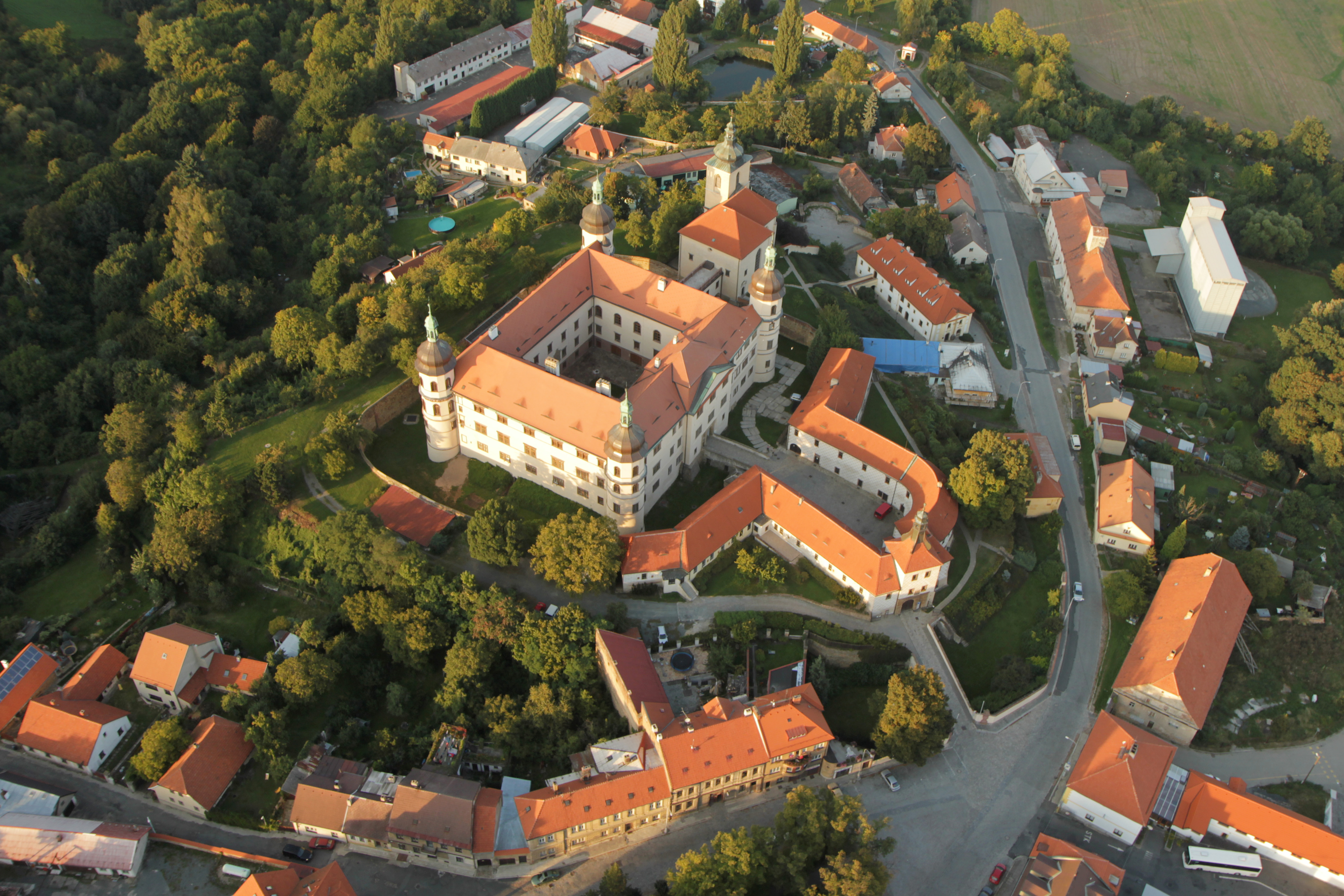
Château : vue aérienne.